# Natsuki Kuga
Natsuki Kuga (玖我 なつき) es un personaje de los animes y mangas Mai-HiME y Mai-Otome. En Mai-Otome su nombre es Natsuki Kruger. Saeko Chiba es su seiyuu en ambas series.

## Mai-HiME
Natsuki, de 17 años, es una de las coprotagonistas más relevantes de la serie y es mostrada como un individuo fuerte y de gran voluntad, conocida por faltar mucho al colegio. Ella trata a los demás con absoluta indiferencia, a excepción de Shizuru Fujino, que la ayuda en su búsqueda personal. Aun así ella es muy solitaria y tiene dificultades para expresar sus sentimientos y para confiar en otros.
Durante la serie podemos ver que Natsuki pretende descubrir todo lo relacionado con la muerte de su madre (Saeko Kuga), algo que parece tener alguna conexión con la existencia de las HiMEs: doce chicas con poderes supernaturales, una de las cuales es la misma Natsuki. Su madre trabajaba para el grupo que monopolizaba el poder de las HiMEs, el Primer Distrito, aunque Saeko Kuga traiciona este grupo para proteger a Natsuki(ya que aparentemente había vendido a su propia hija como conejillo de india a los del cuartel del primer distrito y también a SEARS y descubierta por estos) de su destino fatal como HiME, y muere en el intento un trágico accidente que perseguirá Natsuki hasta que esta encuentre la verdad. Así, la existencia de Natsuki se basa en la continua búsqueda de todo aquello relacionado con la muerte de su madre y la venganza sobre aquellos que fueron los responsables.
A medida que la serie continúa, Natsuki comienza a mostrar las partes más recondidas de su personalidad y los motivos que explican el por qué de su personalidad tan fría y distante. Se da cuenta de que tiene amigos que se preocupan por ella, y que ella tiene personas que le importan. Descubre que la persona más importante para ella es Shizuru Fujino, y por ella renuncia a su venganza. Al final de la serie, logra estar en paz consigo misma. 
El Elemento de Natsuki son un par de pistolas de cañón corto que disparan balas elementales. Aparentemente puede lanzar un número infinito de estas balas. Su Child se llama Dhûran, y es una entidad plateada y metálica muy similar un lobo. Su nombre tiene origen en el perro que tenía Natsuki antes de la muerte de su madre y que murió en el mismo accidente. Dhûran tiene un par de cañones en su espalda y es capaz de ejecutar distintos tipos de ataques de energía y de proyectiles, entre ellos: Silver Cartridge (Cartucho Plateado), Chrome Cartridge (Cartucho de Cromo) y Flash Cartridge (Cartucho Flash). Dhûran cambiará de forma en su último combate, donde Natsuki revelará sus auténticos sentimientos, repercutiendo en el poder de su Child.

## Mai-Otome
Natsuki Kruger es la directora de la Academia Garderobe (una escuela en la cual chicas jóvenes son entrenadas para convertirse en Otomes). Shizuru Viola es su asistente, es la segunda de los Cinco Pilares y su compañera más cercana, aunque anteriormente fue su superior debido a que Natsuki cursaba un curso inferior al de Shizuru(Se ha dado a entender con algunas situaciones de la serie que pueden ser amantes, pero no hay nada confirmado en este dato).
Natsuki es más madura y disciplinada que en Mai-HiME, debido a su edad y a su elevada posición social. Es una líder capaz y tiene un aire de confianza que inspira a la facultad y a las estudiantes de Garderobe.
La relación de Natsuki con Nao ya no contiene la malicia amarga que tenía en Mai-HiME. Natsuki ahora siente un afecto (parecido al de unas hermanas) por Nao, y viceversa. Este sentimiento se ve reflejado en las bromas que se hacen, y especialmente en su viaje a la República de Aries, donde Nao (en referencia a una situación similar de Mai-HiME) le removió un arítuclo de vestimenta a Natsuki para aumentar sus chances de que alguien las lleve mediante un transporte a su destino.
Natsuki viene de una remota región del territorio ocupado por el Conde Kruger (クルーガー伯辺境領). Ella es la segunda de los Cinco Pilares, que son Otomes especiales que no sirven a ningún amo, sino que sirven a Garderobe, y además son consideradas las Otomes más fuertes. Su GEM es el Hyōsetsu no Ginsuishō (氷雪の銀水晶 Cristal del Hielo Plateado). Durante sus días de estudiante en Garderobe, ella y Mai Tokiha eran rivales y compañeras de cuarto. Natsuki se encargaba del cuarto de Shizuru. La encargada de su cuarto era Rosalie de Florence.
Su Elemento es un cañón de energía masiva que es capaz de ejecutar un ataque llamado Lobo Aullante Plateado (Howling Silver Wolf). Para convocarlo grita "Carga el Cartucho de Plata!". Ella le gritaba esa frase a Dhûran en Mai-HiME.

## Manga

### Mai-HiME
En este manga, la personalidad y la historia de Natsuki son diferentes a las del anime. Ella es más cruel y los demás le preocupan menos que en el anime. Su relación con Shizuru no se desarrolla. Forma parte de un triángulo amoroso, que está compuesto por Mai Tokiha y Tate Yuuichi. Tate es la persona más importante (Key) de Natsuki y Mai, y eso rivaliza a estas HiMEs.
La madre de Natsuki sigue viva y Alyssa Searrs es su hermana. Como Natsuki no puede cocinar, la única "comida" que come es la mayonesa. A medida que Natsuki se abre más a sus amigas, Dhûran sufre varias modificaciones.

### Mai-Otome
En este manga existen dos versiones de Natsuki.
La primera es Natsuki Kruger, que es la hija de la presidenta de Aries. Sigue siendo la directora de Garderobe y, al igual que en el anime de Mai-Otome, Alyssa es su hermana. Su Robe es igual a la del anime, pero no la utiliza hasta el final de la serie. Una broma corriente consiste en que ella no puede Materialisarse en los momentos en los que más se la necesita. Ella muestra una personalidad mucho más fuerte que en el anime. A veces se encarga de retar a Manshiro.
La segunda es Natsuki Kuga revivida de la muerte. Esta Natsuki tiene mayor busto que cualquier otra reencarnación. Se burla de la apariencia de los demás y odia mucho a las que tienen bustos de mayor tamaño. Aunque en Mai-HiME era la enemiga de Nao, esta reencarnación la trata como si fuera su hermana menor.
- Datos: Q6980292